# Bematistes platyxantha
Bematistes platyxantha är en fjärilsart som beskrevs av Jordan 1911. Bematistes platyxantha ingår i släktet Bematistes och familjen praktfjärilar. Inga underarter finns listade i Catalogue of Life.